# 福盛貴弘
福盛 貴弘（ふくもり　たかひろ、1970年11月6日 - ）は、日本の言語学者、音声学者、大東文化大学教授。専攻は、実験音声学・言語学、トルコ語学。

## 人物
大阪府大阪市生まれ。1995年岡山大学文学部卒業、2003年筑波大学大学院文芸・言語研究科修了。博士（言語学）。2005年大東文化大学外国語学部講師、2010年准教授、2015年教授。2021年日本実験言語学会会長。

## 著書
- 『トルコ語の母音調和に関する実験音声学的研究』勉誠出版　2004年 ISBN 458503109X。
- 『基礎からの日本語音声学』東京堂出版　2010年

### 共編著
- 『旅のお供に　今すぐ使えるトルコ語入門』勉誠出版　2006年　共著 デニズ・ビョケソイ ISBN 4585053581。
- 『音声学基本事典』勉誠出版　2011年　共編著 城生佰太郎・斎藤純男 ISBN 9784585280002。